# Alcudia de Monteagud
Alcudia de Monteagud – gmina w Hiszpanii, w prowincji Almería, w Andaluzji, o powierzchni 15,69 km². W 2011 roku gmina liczyła 151 mieszkańców.